# Cathleen Tschirch
Cathleen Tschirch, född den 23 juli 1979 i Dresden i dåvarande Östtyskland, är en tysk friidrottare som tävlar i kortdistanslöpning.
Tschirch deltog vid VM 2007 i Osaka där hon blev utslagen i kvartsfinalen på 200 meter. Vid VM 2009 i Berlin ingick hon tillsammans med Marion Wagner, Anne Möllinger och Verena Sailer i det tyska stafettlaget på 4 x 100 meter som slutade trea bakom Jamaica och Bahamas. 

## Personliga rekord
- 100 meter - 11,35 från 2009
- 200 meter - 22,97 från 2007